# Chris Durkin
Christopher „Chris“ Durkin (* 8. Februar 2000 in Glen Allen, Virginia) ist ein US-amerikanischer Fußballspieler irischer Abstammung auf der Position eines Mittelfeldspielers. Seit 2023 steht er bei St. Louis City unter Vertrag.

## Vereinskarriere
Chris Durkin wurde am 8. Februar 2000 als Sohn des ehemaligen College-Fußballspielers Kevin Durkin (SUNY Oneonta) in der Kleinstadt Glen Allen im US-Bundesstaat Virginia geboren und wuchs hier auch auf. Noch in jungen Jahren begann er mit dem Fußballsport und spielte bereits als Achtjähriger im Nachwuchsbereich der Richmond Kickers, die nur wenige Kilometer südlich seiner Heimatstadt in der Hauptstadt Virginias angesiedelt sind. Nachdem sich im Jahre 2013 sämtliche Major-League-Soccer-Franchises Partner in der drittklassigen United Soccer League suchten, wurden die Richmond Kickers ein Partner des MLS-Franchises D.C. United. Aufgrund dieser Partnerschaft spielte Durkin in Folge abwechselnd im Nachwuchsbereich beider Klubs. Von 2013 bis 2014 gehörte er dabei erstmals der Jugend von D.C. United an, war danach wieder von 2014 bis 2015 bei den Richmond Kickers und daraufhin erneut zwischen 2015 und 2016 in der Jugendabteilung des Franchises aus Washington, D.C. Parallel zu seiner Nachwuchslaufbahn absolviert er die Glen Allen High School in seiner Heimatstadt.
Bereits kurz nach seinem 15. Geburtstag erhielt Durkin, zu diesem Zeitpunkt U-16-Spieler an der Akademie, seinen ersten Vertrag bei der Profimannschaft der Richmond Kickers, wobei er diesen mit 27. März 2015 unterzeichnete. Abermals ein knappes Monat später absolvierte er bereits sein erstes Profispiel, als er am 22. April 2015 bei einem 1:0-Auswärtssieg über die New York Red Bulls II von Trainer Leigh Cowlishaw von Beginn an als Mittelstürmer eingesetzt wurde, in der 69. mit einer Gelben Karte verwarnt wurde und die volle Spieldauer am Platz war. Danach stand er in keinem weiteren Ligaspiel mehr im offiziellen Kader der Mannschaft, saß aber am 17. Juni 2015 bei der 1:3-Viertrundenniederlage gegen die Columbus Crew und dem damit verbundenen Ausscheiden aus dem Lamar Hunt U.S. Open Cup 2015 uneingesetzt auf der Ersatzbank der Richmond Kickers. Des Weiteren absolvierte er im Juli ein Freundschaftsspiel der Kickers gegen den Premier-League-Klub West Bromwich Albion.
Nachdem er die weitere Zeit im Nachwuchs der Kickers verbracht hatte, erhielt Chris Durkin am 14. Juni 2016 seinen ersten Profivertrag beim MLS-Franchise D.C. United. Zuvor hatte seine Familie noch versucht, aufgrund seiner irschen Abstammung, an einen EU-Reisepass zu kommen, um einen eventuellen Wechsel nach Europa zu erleichtern. Damit war er der achte Homegrown Player in der Geschichte des Franchises und zudem mit, zu diesem Zeitpunkt, 16 Jahren und 127 Tagen der fünftjüngste Homegrown Player in der Geschichte der Major League Soccer. Zudem ist er nach Freddy Adu und Santino Quaranta der drittjüngste Spieler, der bei D.C. United einen Profivertrag unterschrieb. Bereits am darauffolgenden Tag absolvierte Durkin sein Pflichtspieldebüt für das Hauptstadt-Franchise, als er abermals in einem Viertrundenspiel des Lamar Hunt U.S. Open Cups eingesetzt wurde. Beim Spiel gegen die Fort Lauderdale Strikers wurde er von Trainer Ben Olsen von Beginn an eingesetzt, erhielt in der 63. Minute eine Gelbe Karte und wurde in Minute 86 durch Luciano Acosta ersetzt. Die Partie verlor das Franchise in weiterer Folge mit 3:4 im Elfmeterschießen, woraufhin D.C. United aus dem Lamar Hunt U.S. Open Cup 2016 ausschied.
Um weiter an Spielpraxis zu sammeln wurde Durkin in weiterer Folge Mitte Juli 2016 an den Partner Richmond Kickers verliehen und absolvierte bereits am 23. Juli 2016 beim 3:0-Heimsieg über den Toronto FC II seinen ersten Einsatz über die volle Spieldauer des USL-Spieljahres 2016. Nach einem Kurzeinsatz im darauffolgenden Spiel, saß er bei seinem dritten Spiel uneingesetzt auf der Ersatzbank, absolvierte im vierten Spiel abermals die volle Spieldauer und musste im fünften Spiel in Folge erneut wieder ohne Einsatz auf der Bank Platz nehmen. Danach stand er der Mannschaft in keinem Spiel mehr zur Verfügung und trat seine Rückkehr zum US-U-17-Residency-Program nach Bradenton, Florida, an, wo er sich bereits seit Januar 2016 auf die U-17-WM im darauffolgenden Jahr vorbereitete. Die Richmond Kickers erreichten im Endklassement der USL 2016 einen siebenten Platz in der Eastern Conference und schieden in den Conference Play-offs bereits in der ersten Runde nach Verlängerung gegen den Louisville City FC aus.
Nach Ablauf dieser Ausleihe im November 2017 spielte er wieder bei D.C. United. Ende August 2019 unterschrieb er seinen ersten Vertrag in Europa im Rahmen einer Ausleihe beim belgischen Erstdivisionär VV St. Truiden. Nachdem er erst ab dem folgenden November tatsächlich für St. Truiden auf dem Platz stand, wurde Anfang Mai 2020 der endgültige Wechsel nach Belgien vereinbart. Hier spielte der Mittelfeldspieler dann weitere anderthalb Jahre und kam in dieser Zeit auf 57 Ligaeinsätze mit einem Treffer. Im März 2022 kehrte er dann in seine Heimat USA zurück und unterschrieb einen Vertrag bei seinem ehemaligen Verein D.C. United.
Anfang Dezember 2023 wechselte er ligaintern zu St. Louis City.

## Nationalmannschaftskarriere
Erste Erfahrungen in einer US-Nachwuchsnationalmannschaft sammelte Durkin bereits im Jahre 2013, als er erstmals von U-14-Nationaltrainer Tony Lepore in die U-14-Nationalmannschaft seines Heimatlandes berufen wurde. Nach ersten Einsätzen in den Jahren 2013 und 2014 erhielt er von John Hackworth im Dezember 2014 die Einberufung in die US-amerikanische U-15-Auswahl. In weiterer Folge nahm er mit der Mannschaft an Camps und Turnieren in Italien, Argentinien, England und Florida teil. Ende November 2015 erfolgte schließlich unter John Hackworth die erste Einberufung in den U-17-Kader der USA. Nach einiger Zeit in der U-17-Nationalmannschaft erfolgte im Januar 2016 die Einladung ins US-U-17-Residency-Program an der IMG Academy in Bradenton, Florida, wo Durkin fortan den Großteil des Jahres verbrachte. Zwischendurch war er im Sommer kurzzeitig bei D.C. United bzw. den Richmond Kickers, kehrte jedoch im Herbst wieder Vollzeit an die Akademie im Sunshine State zurück, um sich dort auf die WM im nachfolgenden Jahr vorzubereiten. Im Jahr 2016 avancierte Durkin zu einem der gegenwärtig herausragendsten Spieler der U-17-Nationalmannschaft und führte diese über einen Großteil des Jahres als Mannschaftskapitän an. Mit der Mannschaft nahm er an diversen Turnieren im In- und Ausland teil, darunter auch der AIFF Youth Cup 2016, bei dem er mit den Vereinigten Staaten bis ins Finale kam und dort den Alterskollegen aus Südkorea mit 1:2 unterlag. Mit der U20-Nationalmannschaft der USA nahm er 2019 an der U20-Weltmeisterschaft teil, wo sie im Viertelfinale ausschied.

## Privates
Bereits sein Vater Kevin Durkin war als Fußballspieler aktiv, brachte es jedoch nicht über Einsätze im College-Fußball hinaus; sein jüngerer Bruder Andrew (* 2003) ist ebenfalls als Fußballspieler im Einsatz, aktuell (Stand: 2016) im Nachwuchsbereich der Richmond Kickers.